# Angolar
L'angolar, també Ngola (Lungua N'golá) és una de les llengües nacionals de São Tomé i Príncipe. És parlat en la punta sud de l'illa de São Tomé, parlada pels angolars principalment al voltant de la vila de São João dos Angolares, en el districte de Caué.

## Descripció
Essent una llengua criolla de base portuguesa, l'angolar difereix força dels criolls de Guinea-Bissau, Senegal, Gàmbia i Cap Verd. El substrat de l'angolar es basa principalment en les llengües kwa, parlades a Costa d'Ivori, Ghana, Togo, Benín i Nigèria. El seu lèxic té 70% de semblança amb el forro, 67% amb el principense (o lunguyè) i 53% amb l'annobonès (o fa d'ambu) de l'illa veïna d'Annobón (Guinea Equatorial). El 30% de lèxic en què l'angolar difereix del forro té els seus orígens en el kimbundu i kikongo d'Angola.
Els angolars són un grup ètnic distint que atribueix el seu origen al naufragi, al sud de l'illa de São Tomé, d'un vaixell negrer amb esclaus portats d'Angola a mitjan segle xvi. Molts angolars actualment parlen també forro o alhora portuguès i hi ha una tendència a integrar-se entre els forros -que significa 'persones lliures'-, que constitueixen el principal grup ètnic de São Tomé i Príncipe.